# 蔡达峰
蔡达峰（1960年6月13日—），浙江宁波人，生于上海，建筑学家，中华人民共和国政治人物，副国级领导人。现任全国人大常委会副委员长，以及中国民主促进会主席。他长期从事中国古建筑的研究和修复，曾经主持过多项全国重点文物保护单位的修复工作，其中包括上海豫园和真如寺。

## 生平
1978年9月至1985年6月，在同济大学建筑学专业学习，获学士和硕士学位。1985年8月参加工作，任上海博物馆（市文管委）干部。1987年2月，在同济大学建筑学专业攻读博士。1990年10月，任同济大学建筑系讲师。1993年9月，历任复旦大学文博系副教授、教授、副系主任、系主任。1995年2月加入中国民主促进会。1999年7月，任复旦大学教务处处长。2003年3月起，任复旦大学副校长。2007年4月起，任民进上海市委主委。2007年12月起，任民进中央副主席。2008年1月，任上海市人大常委会副主任。2016年4月，任同济大学副校长。2017年4月，不再担任同济大学副校长。2016年12月，任民进中央常务副主席。
2017年12月6日，当选民进中央主席。2018年3月17日，在十三届人大一次会议上当选全国人大常委会副委员长。
第十届全国人民代表大会代表，第十一届、十二届全国政协常委，第十三届全国人大常委会副委员长。
2019年9月28日，出任华侨大学董事会董事长。
2020年1月15日，作为中共中央总书记、中国国家主席习近平的特使在莫桑比克首都马普托出席莫总统菲利佩·纽西就职仪式。
2020年12月，美国国务院宣布因香港问题制裁全国人大常委会14名副委员长，蔡达峰在列其中。2021年7月18日，民进中央长江生态环境保护民主监督工作领导小组会议在北京召开。民进中央主席、民进中央长江生态环境保护民主监督工作领导小组组长蔡达峰主持会议并讲话。
2023年3月10日，在第十四届全国人大第一次会议上，继续当选为全国人大常委会副委员长。

## 言论
2017年3月11日，全国政协十二届五次会议第四次全体会议上，蔡达峰代表民进中央作大会发言时说，政府应引导社会预期，成为诚信表率，以自身诚信促进社会诚信。他表示，政务活动中那些缺乏实效的措施、说了不做的表态、哗众取宠的宣传、伪造指标的成绩、隐瞒实情的通报等现象，不仅引发了人们对政务的猜疑，削弱了政府的执行力，也影响了社会预期的健康稳定。